# Fabrícia
A Fabrícia latin eredetű női név, a Fabrícius női párja.

## Gyakorisága
Az 1990-es években szórványos név, a 2000-es években nem szerepel a 100 leggyakoribb női név között.

## Névnapok
- december 27.[2]